# Весельський Микола Францович
Весельський Микола Францович (нар. 14 серпня 1973) — український орнітолог, таксидерміст, учасник трьох Українських антарктичних експедицій: у 2013—2014, 2015—2016 та 2018 роках. Останню експедицію не завершив через загрозу перитоніту під час приступу апендициту.

## Біографія
Народився 14 серпня 1973 року в смт Яблунець Ємільчинського району Житомирської області. Після закінчення школи рік працював у цеху об'ємної різьби по дереву, потім служив в армії (1991—1993). У 1994 році влаштувався на роботу таксидермістом у Житомирському краєзнавчому музеї. Згодом став науковим співробітником. У 2001 році закінчив природничий факультет Житомирського державного університету ім. І. Франка. З 2004 по 2013 роки працював за сумісництвом асистентом кафедри експлуатації лісових ресурсів в Житомирському національному агроекологічному університеті.
Автор близько 25 наукових публікацій.
У 2013—2014 роках брав участь у XVIII Українській антарктичній експедиції на антарктичній станції «Академік Вернадський», а у 2015—2016 роках  — у XX антарктичній експедиції.
У 2018 році Микола Весельський був у складі XXIII антарктичної експедиції. Проте вже через місяць перебування на станції Весельського екстрено евакуювали у госпіталь в чилійському місті Пунта-Аренас через апендицит